# Aversión a la desigualdad
La aversión a la desigualdad ( IA ) es la preferencia por la justicia y la resistencia a las desigualdades incidentales. Las ciencias sociales que estudian la aversión a la desigualdad incluyen la sociología, la economía, la psicología, la antropología y la etología.

## Formulación
La investigación sobre la aversión a la desigualdad en humanos se produce principalmente en la disciplina de la economía, aunque también se estudia en sociología.
La investigación sobre la aversión a la desigualdad comenzó en 1978 cuando los estudios sugirieron que los humanos son sensibles a las desigualdades tanto a favor como en contra de ellos, y que algunas personas intentan compensar en exceso cuando se sienten "culpables" o infelices por haber recibido una recompensa inmerecida.
Fehr y Schmidt desarrollaron en 1999 una definición actual de la aversión a la desigualdad (resistencia a los resultados desiguales). Postularon que las personas toman decisiones para minimizar la desigualdad en los resultados. Específicamente, considerando un entorno con diferentes individuos {1,2, ..., n } que reciben resultados pecuniarios x i , la utilidad por persona sería
{\displaystyle U_{i}(\{x_{i},x_{j}\})=x_{i}-{\frac {\alpha _{i}}{n-1}}\times \sum {\max(x_{j}-x_{i},0)}-{\frac {\beta _{i}}{n-1}}\times \sum {\max(x_{i}-x_{j},0)},}
donde α parametriza el disgusto de la persona i por la desigualdad desventajosa en el primer término, y β parametriza el disgusto de la persona i por la desigualdad ventajosa en el término final.

## Castigar el éxito injusto y la teoría de juegos
Fehr y Schmidt demostraron que la aversión a la desigualdad desventajosa se manifiesta en los seres humanos como la "disposición a sacrificar una ganancia potencial para impedir que otro individuo reciba una recompensa superior". Argumentan que esta respuesta aparentemente autodestructiva es esencial para crear un entorno en el que pueda prosperar la negociación bilateral. Sin rechazo a la aversión de la desigualdad injusta, la cooperación estable sería más difícil de mantener (por ejemplo, no habría más oportunidades de éxito para los oportunistas).
James H. Fowler y sus colegas también argumentan que la aversión a la desigualdad es esencial para la cooperación en entornos multilaterales. En particular, muestran que los sujetos en los juegos de ingresos aleatorios (estrechamente relacionados con los juegos de bienes públicos) están dispuestos a gastar su propio dinero para reducir los ingresos de los miembros más ricos del grupo y aumentar los ingresos de los miembros más pobres del grupo, incluso cuando no hay cooperación en juego. Por lo tanto, es probable que las personas que aprovechan las contribuciones de otros miembros del grupo sean castigadas porque ganan más, lo que crea un incentivo descentralizado para el mantenimiento de la cooperación.

## Economía experimental
La aversión a la desigualdad es muy consistente con las observaciones del comportamiento en tres experimentos económicos estándar:
1. Juego de dictador: el sujeto elige cómo se debe dividir una recompensa entre el dictador y otro sujeto. Si el dictador actuara en interés propio, la división consistiría en 0 para el socio y el monto total para el dictador. Si bien la opción más común es quedarse con todo, muchos dictadores optan por ceder, y la segunda opción más común es la división 50:50.
2. Juego del ultimátum: se juega el juego del dictador, pero el destinatario puede vetar todo el trato, de modo que ambos sujetos no reciban nada. El socio normalmente veta el trato cuando se hacen ofertas bajas. La gente prefiere casi siempre no recibir nada a recibir una pequeña parte del pastel. Rechazar la oferta es, en efecto, pagar para castigar al dictador (al que se acusa de proponente).
3. Juego de confianza: el mismo resultado que se encuentra en el juego del dictador aparece cuando su compañero proporciona la dotación inicial del dictador, aunque esto requiere que el primer jugador confíe en que se devolverá algo (reciprocidad). Este experimento a menudo produce una división 50:50 de la dotación y se ha utilizado como evidencia del modelo de aversión a la desigualdad.

En 2005, John A. List modificó ligeramente estos experimentos para determinar si algo en la construcción de los experimentos estaba provocando comportamientos específicos. Cuando se dio la opción de robarle dinero al otro jugador, incluso un solo dólar, el altruismo observado casi desapareció. En otro experimento, a los dos jugadores se les dio una suma de dinero y la opción de dar o quitar cualquier cantidad del otro jugador. En este experimento, solo el 10% de los participantes le dio dinero a la otra persona, y el 40% de los jugadores optó por tomar todo el dinero del otro jugador.
En 2011, Ert, Erev y Roth realizaron un concurso de predicción de modelos en dos conjuntos de datos, cada uno de los cuales incluía 120 juegos de dos jugadores. En cada juego, el jugador 1 decide si "optar por no participar" y determinar las recompensas para ambos jugadores, o "optar por participar" y dejar que el jugador 2 decida sobre la asignación de recompensas eligiendo entre acciones "izquierda" o "derecha". Los pagos se seleccionaron al azar, por lo que el conjunto de datos incluía juegos como Ultimátum, Dictator y Confianza, así como otros juegos. Los resultados sugirieron que la aversión a la desigualdad podría describirse como una de las muchas estrategias que la gente podría usar en tales juegos.
Otra investigación en economía experimental aborda la aversión al riesgo en la toma de decisiones y la comparación de medidas de desigualdad con juicios subjetivos sobre desigualdades percibidas.

## Estudios de empresas
Las encuestas sobre las opiniones de los empleados dentro de las empresas han mostrado a los economistas laborales modernos que la aversión a la desigualdad es muy importante para ellos. Los empleados comparan no solo los salarios relativos, sino también la actividad relativa con la de sus compañeros de trabajo. Cuando estas comparaciones conducen a la culpa o la envidia, la aversión a la desigualdad puede reducir la moral de los empleados. Según Bewley (1999), la principal razón por la que los gerentes crean estructuras formales de remuneración es que la comparación entre empleados se considera "justa", lo que ellos consideran "clave" para la moral y el desempeño laboral.
Es natural pensar en la aversión a la desigualdad que conduce a una mayor solidaridad dentro del grupo laboral, en beneficio del empleado promedio. Sin embargo, un documento de 2008 de Pedro Rey-Biel muestra que esta suposición puede ser subvertida y que un empleador puede usar la aversión a la desigualdad para obtener un desempeño más alto por un salario menor de lo que sería posible de otra manera. Esto se hace alejándose de las estructuras de remuneración formales y utilizando pagos de bonificaciones fuera de equilibrio como incentivos para un desempeño adicional. Muestra que el contrato óptimo para los empleados con aversión a la desigualdad es menos generoso en el nivel óptimo de producción que los contratos para "agentes estándar" (que no tienen aversión a la desigualdad) en un modelo de dos empleados por lo demás idéntico.

## Críticas
En 2005, Avner Shaked distribuyó un "panfleto" titulado "La retórica de la aversión a la desigualdad" que atacaba los artículos de Fehr & Schmidt sobre la aversión a la desigualdad. En 2010, Shaked publicó una versión ampliada de la crítica junto con Ken Binmore en el Journal of Economic Behavior and Organisation (el mismo número también contiene una respuesta de Fehr y Schmidt y una réplica de Binmore y Shaked). Un problema de los modelos de aversión a la desigualdad es el hecho de que existen parámetros libres. La teoría estándar es simplemente un caso especial del modelo de aversión a la desigualdad. Por lo tanto, por construcción, la aversión a la desigualdad siempre debe ser al menos tan buena como la teoría estándar cuando los parámetros de aversión se pueden elegir después de ver los datos. Binmore y Shaked también señalan que Fehr y Schmidt (1999) eligen una distribución de alfa y beta sin realizar una estimación formal. La correlación perfecta entre los parámetros alfa y beta en Fehr y Schmidt (1999) es una suposición hecha en el apéndice de su artículo que no está justificada por los datos que proporcionan.
Más recientemente, varios artículos han estimado los parámetros de aversión a la desigualdad de Fehr-Schmidt utilizando técnicas de estimación como la máxima verosimilitud. Los resultados son mixtos. Algunos autores han encontrado beta más grande que alfa, lo que contradice una suposición central hecha por Fehr y Schmidt (1999). Otros autores han descubierto que la aversión a la desigualdad con la distribución de alfa y beta de Fehr y Schmidt (1999) explica los datos de los experimentos de teoría de contratos peor que la teoría estándar; también estiman valores promedio de alfa que son mucho más pequeños que los sugeridos por Fehr y Schmidt (1999). Además, Levitt y List (2007) han señalado que los experimentos de laboratorio tienden a exagerar la importancia de los comportamientos prosociales porque los sujetos en el laboratorio saben que están siendo monitorizados.
Una alternativa al concepto de aversión general a la desigualdad es el supuesto de que el grado y la estructura de la desigualdad podrían llevar a la aceptación o a la aversión a la desigualdad.

## Estudios no humanos
Un experimento con monos capuchinos ( Brosnan, S y de Waal, F ) mostró que los sujetos preferirían no recibir nada a recibir una recompensa otorgada de manera desigual a favor de un segundo mono, y parecía dirigir su enojo hacia los investigadores responsables de la distribución desigual de comida. Los antropólogos sugieren que esta investigación indica un sentido biológico y evolutivo de "juego limpio" social en los primates, aunque otros creen que esto es un comportamiento aprendido o explicado por otros mecanismos. También hay evidencia de aversión a la desigualdad en los chimpancés (aunque un estudio reciente que cuestiona esta interpretación). El último estudio muestra que los chimpancés juegan el juego del ultimátum de la misma manera que los niños, prefiriendo resultados equitativos. Los autores afirman que ahora estamos cerca del punto de no diferenciar entre humanos y simios con respecto al sentido de la justicia. Estudios recientes sugieren que los animales de la familia de los cánidos también reconocen un nivel básico de equidad, derivado de vivir en sociedades cooperativas. Los estudios de cognición animal en otros órdenes biológicos no han encontrado una importancia similar en la "equidad" y la "justicia" relativas, en oposición a la utilidad absoluta.

## Aversión a la desigualdad social
El modelo de Fehr y Schmidt puede explicar parcialmente la oposición generalizada a la desigualdad económica en las democracias, pero debería establecerse una distinción entre la "culpa" de la aversión a la desigualdad y la "compasión" del igualitarismo, que no implica necesariamente que se haya producido una injusticia.
La aversión a la desigualdad no debe confundirse con los argumentos en contra de las consecuencias de la desigualdad. Por ejemplo, el lema sobre la atención de la salud, financiada con fondos públicos, "Los hospitales para los pobres se convierten en hospitales pobres", se opone directamente a una disminución prevista de la atención médica, no al apartheid de la atención de la salud que se supone que la causa. El argumento de que los resultados médicos promedio mejoran con la reducción de la desigualdad en la atención médica (con el mismo gasto total) es independiente del caso de la atención médica pública por motivos de aversión a la desigualdad.